# Stachyris nonggangensis
Stachyris nonggangensis е вид птица от семейство Timaliidae. Видът е световно застрашен, със статут Уязвим.

## Разпространение
Видът е разпространен в Китай.